# Daitō-Bunka-Universität

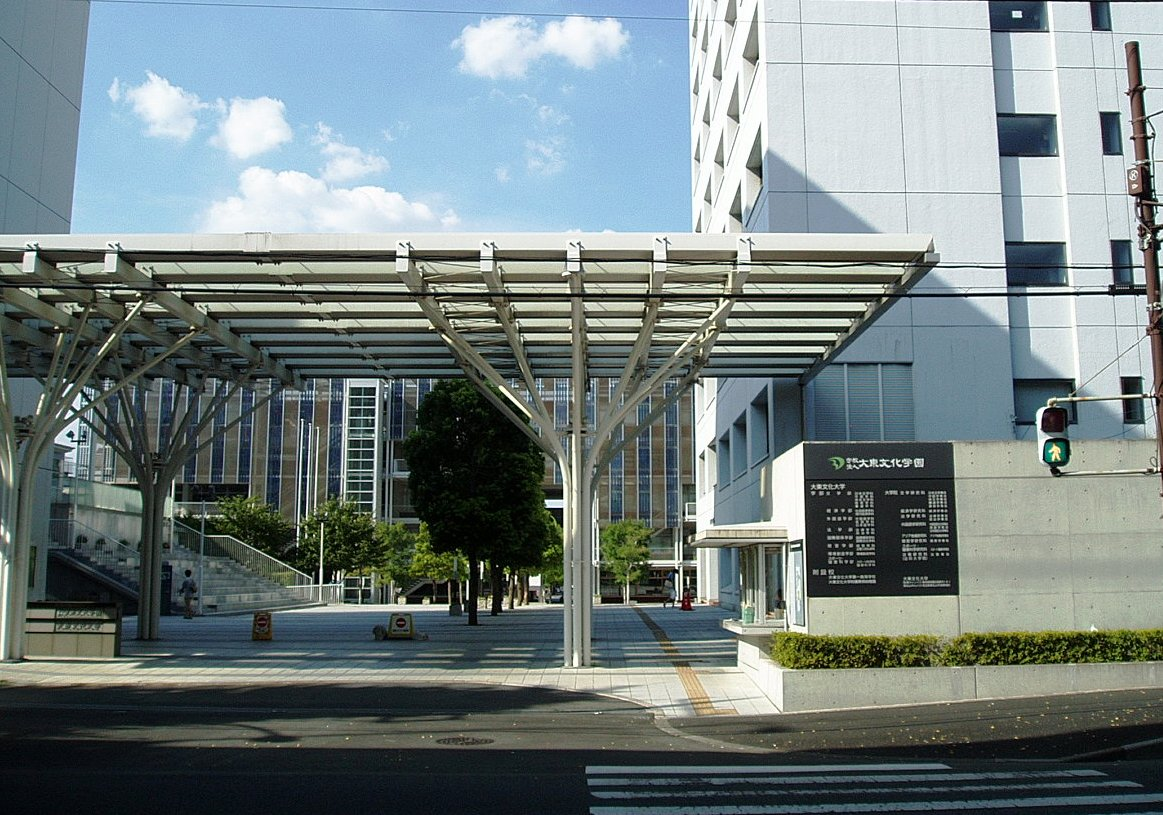
Haupteingang zum Itabashi-Campus

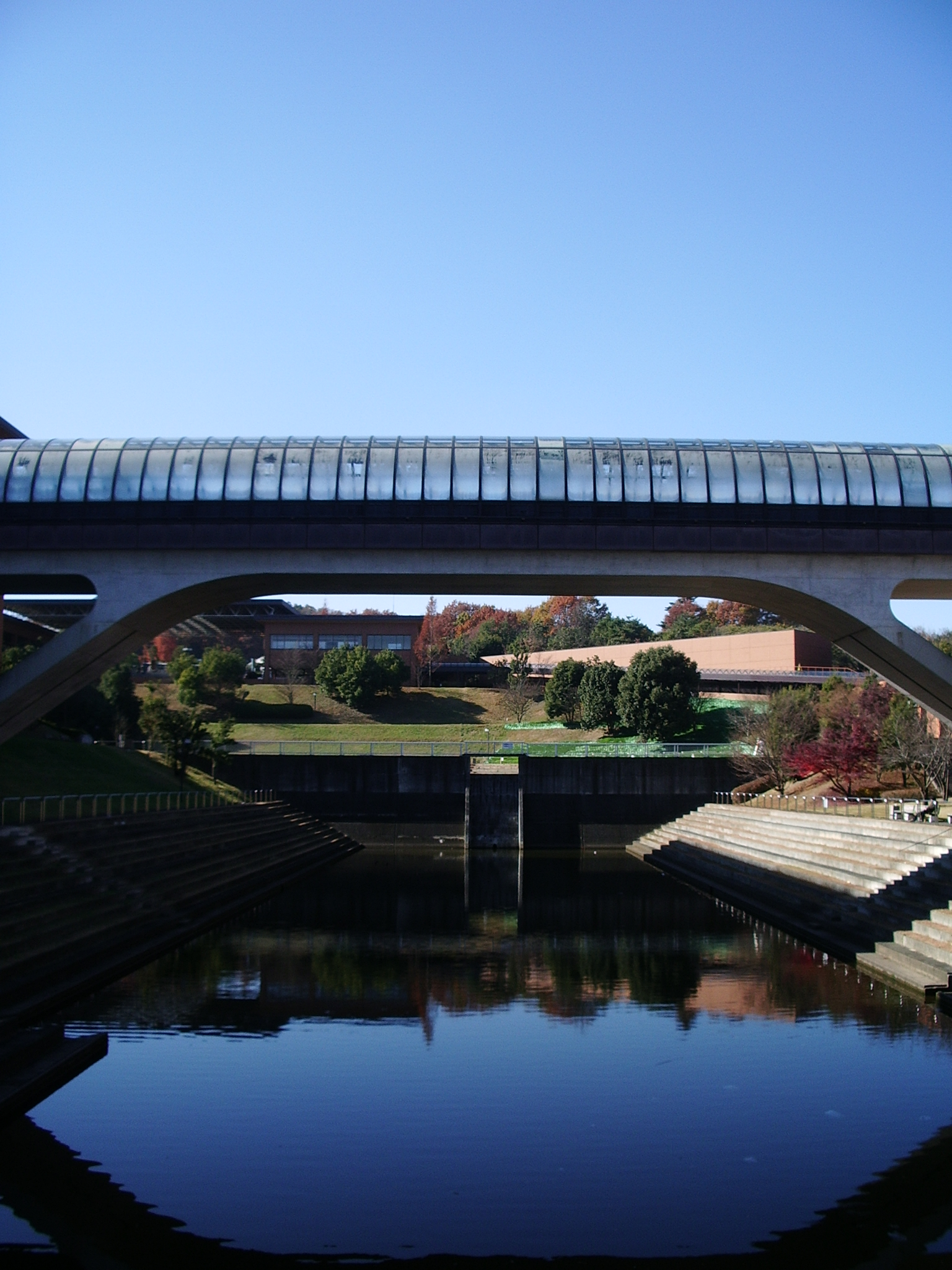
Fußgängerbrücke Overbridge im Higashimatsuyama-Campus

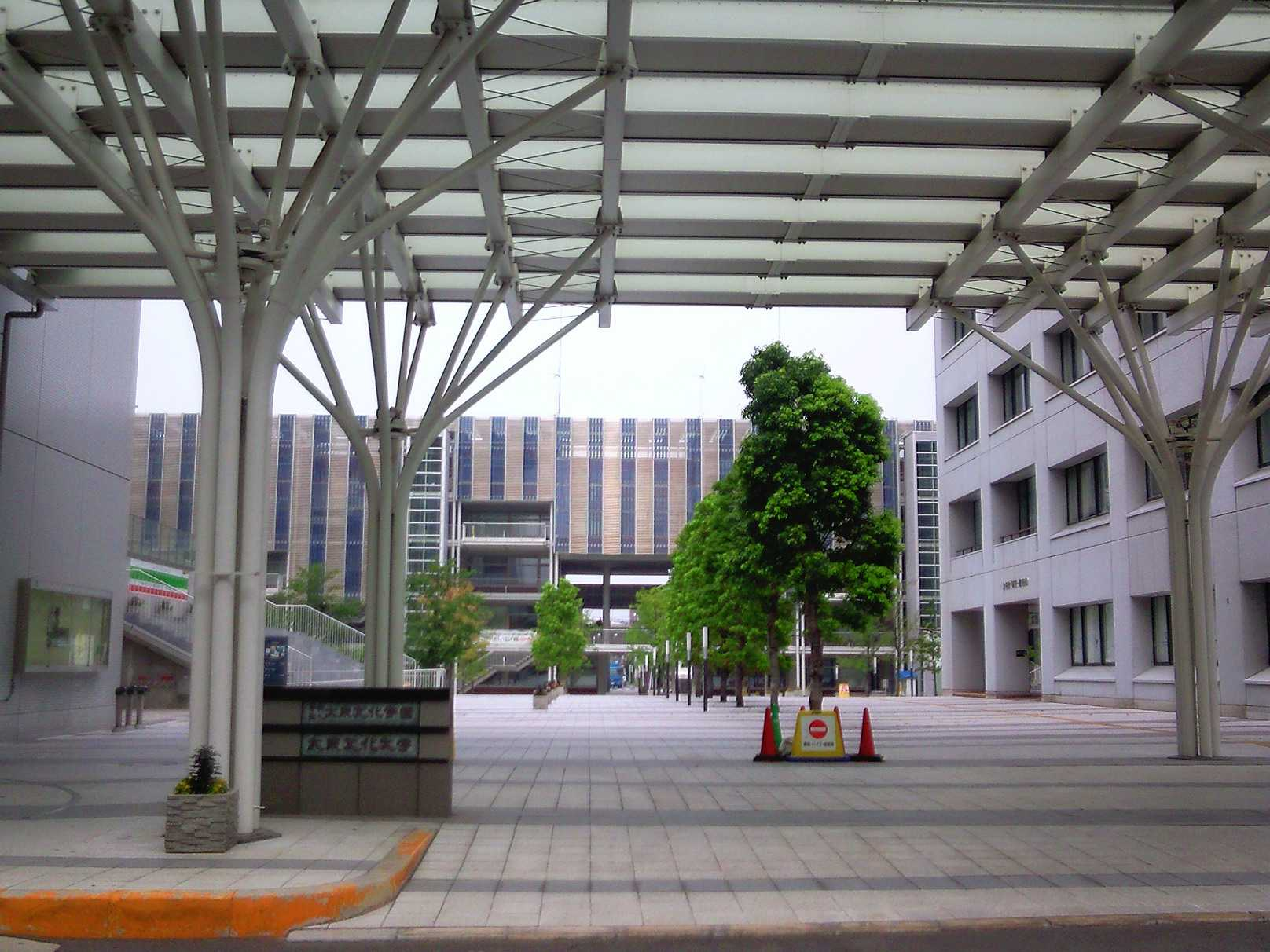
Entrance plaza

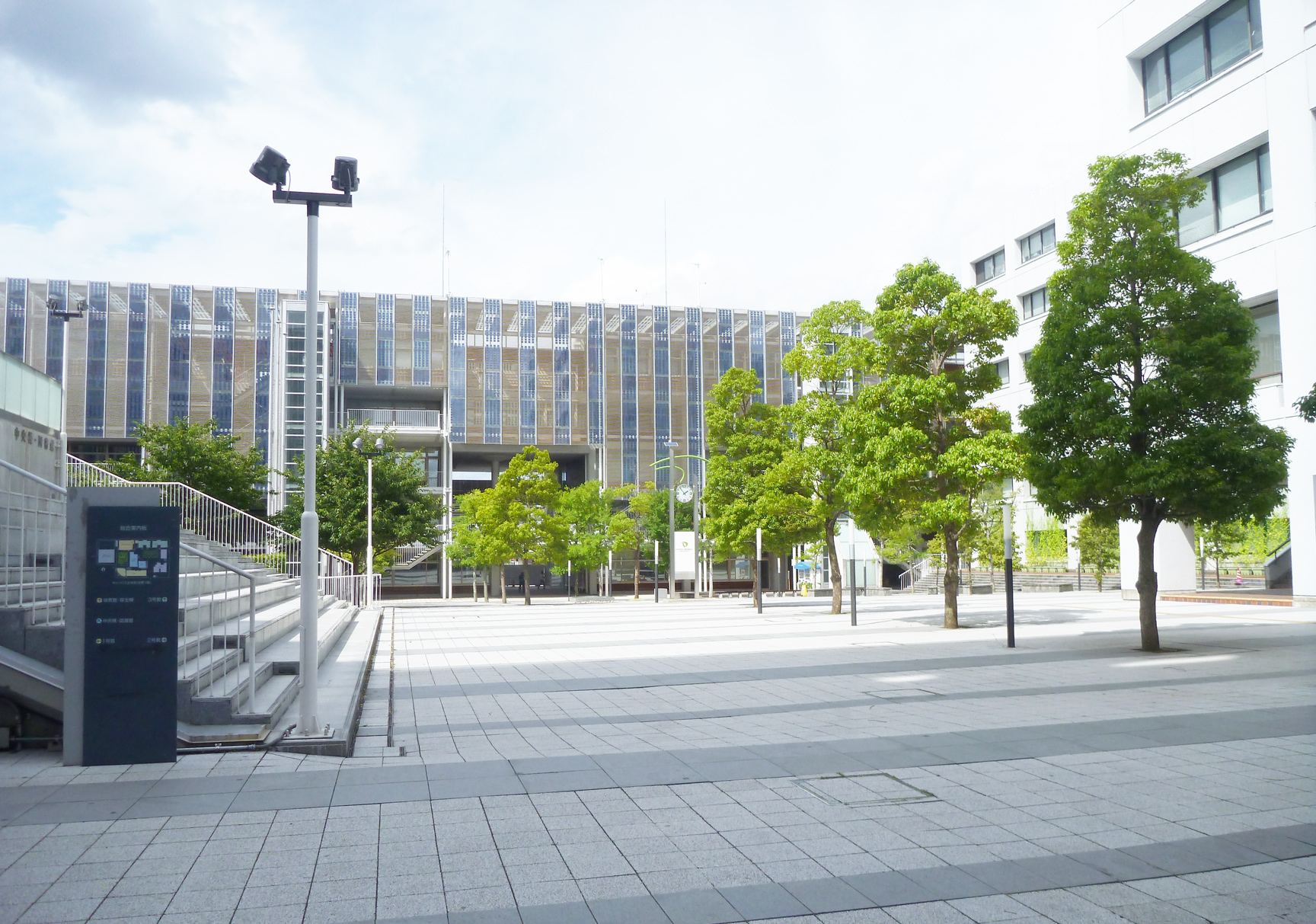
koryu-no-mori

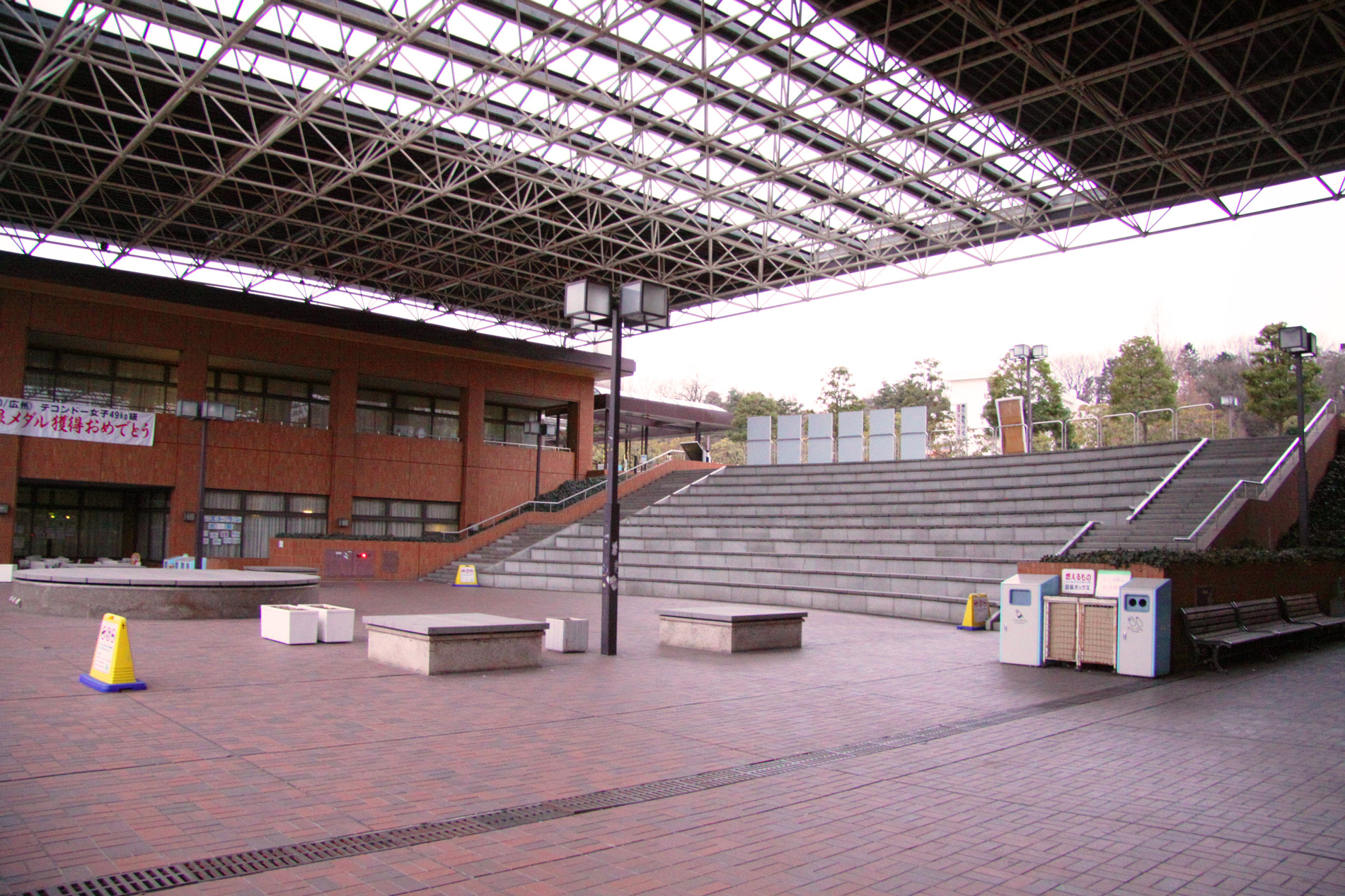
Higashi-matsuyama-campus

Die Daitō-Bunka-Universität (jap. 大東文化大学, Daitō bunka daigaku, dt. wörtlich „Universität für Kultur von Großostasien“, kurz: Daitōdai (大東大) oder DBU) ist eine private Universität in Japan. Der Hauptcampus liegt in Itabashi in der Präfektur Tokio.

## Geschichte
Gegründet wurde die Universität 1923 als Daitō Bunka Gakuin (大東文化学院, dt. „Akademie für Kultur von Großostasien“) vom Daitō-Bunka-Verein, der im gleichen Jahr und nach der Abstimmung (1921) des japanischen Parlaments gegründet worden war. Der Zweck der Gründung war die Förderung der ostasiatischen Kultur, besonders des Konfuzianismus (Sinologie). Die Akademie befand sich zuerst in Kudan, Chiyoda. 1941 zog sie nach Ikebukuro um und wurde 1944 in Daitō-Bunka-Gakuin-Fachschule umbenannt.
1949 entwickelte die Fachschule sich zur Bunsei-Universität Tokio (東京文政大学, Tōkyō bunsei daigaku, dt. „Universität für Literatur und Politikwissenschaft Tokio“). 1953 wurde sie in Daitō-Bunka-Universität umbenannt. 1961 zog sie in den heutigen Itabashi-Campus um. 1967 wurde der zweite Campus in Higashimatsuyama eröffnet.

## Fakultäten
- Itabashi-Campus (in Itabashi, Präfektur Tokio. 35° 46′ 54,2″ N, 139° 40′ 8″ OKoordinaten: 35° 46′ 54,2″ N, 139° 40′ 8″ O):
  - Geisteswissenschaften
    - Abteilungen: japanische Literatur, Sinologie, angloamerikanische Literatur, Pädagogik, und Shodō

  - Fremdsprachenwissenschaft
    - Sprachenabteilungen: Chinesisch, Englisch, und Japanisch

  - Umweltwissenschaften (jap. 環境創造学部, engl. Faculty of Social-Human Environmentology)
  - Volkswirtschaftslehre
  - Rechtswissenschaft
  - Betriebswirtschaftslehre

- Higashimatsuyama-Campus (in Higashimatsuyama, Präfektur Saitama. 36° 0′ 4,6″ N, 139° 22′ 5,7″ O):
  - Internationale Beziehungen
  - Sport und Gesundheitswissenschaften